# Robert H. Dennard

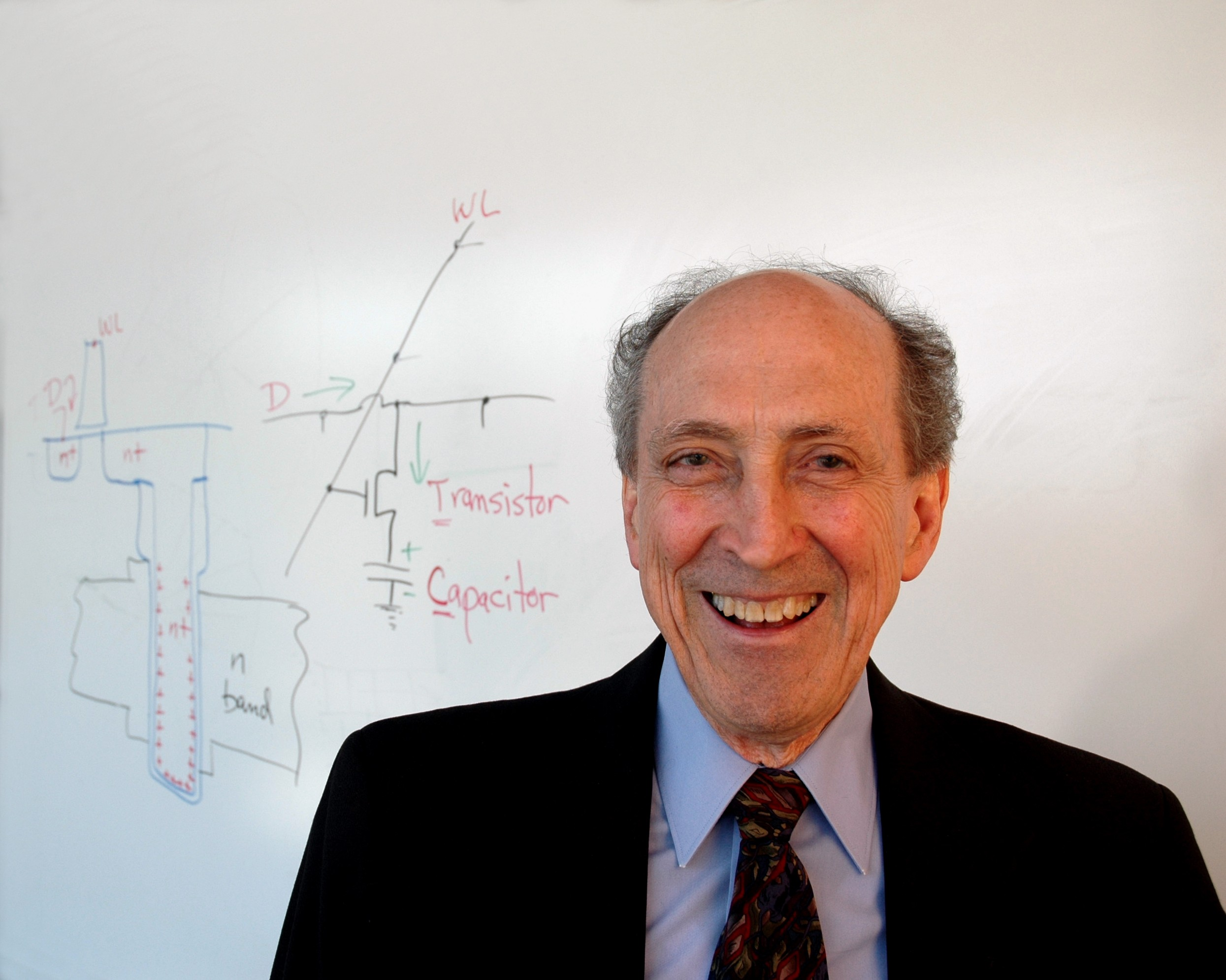
Robert H. Dennard, vor 2010

Robert Heath Dennard (* 5. September 1932 in Terrell, Texas, USA; † 23. April 2024 in Croton-on-Hudson, New York) war ein US-amerikanischer Elektroingenieur und Erfinder. Er gilt als Erfinder des elektronischen Speicherbausteins DRAM.

## Leben und Werk
Dennard studierte Elektrotechnik an der Southern Methodist University in Dallas. Dort erhielt 1954 einen B.S.- und 1956 einen M.S.-Abschluss in Elektrotechnik. Danach ging er an das Carnegie Institute of Technology in Pittsburgh, Pennsylvania, wo er 1958 promovierte (Ph.D.). Anschließend nahm er eine Stelle in der Forschungsabteilung bei International Business Machines (IBM) an.
Bei IBM beschäftigte er sich mit der Erforschung neuer Bauelemente und Schaltungen für Logik- und Speicheranwendungen.
Zu seinen wichtigsten Beiträgen in diesem Bereich zählt die Erfindung des dynamischen RAMs (DRAM, Dynamic Random Access Memory) im Jahr 1966. Die DRAM-Technik war ein großer technologischer Sprung für die elektronische Informationsspeicherung und -verarbeitung. Sie ist bis heute (2010) eine der wichtigsten Komponenten im Computer.
Darüber hinaus war er einer der ersten Wissenschaftler, die das enorme Potenzial der Verkleinerung von MOSFETs erkannten. Zusammen mit Kollegen formulierte er 1974 eine „Skalierungs-Theorie“ für MOSFET – eine Feldeffekttransistor-Variante. Diese steht in engem Zusammenhang mit dem mooreschen Gesetz und der Entwicklung der Mikroelektronik in den letzten Jahrzehnten.

## Auszeichnungen und Ehrungen
Im Laufe seines Lebens erhielt Dennard eine Vielzahl von Auszeichnungen und Ehrungen. Zu den wichtigsten gehören:
- Mitglied der National Academy of Engineering (1984)[8]
- National Medal of Technology (1988)[9], überreicht vom damaligen US-Präsident Ronald Reagan für seine Arbeit an der dynamischen Speicherzelle (DRAM) mit nur einem Transistor.
- Harvey Prize (1990) vom Technion Institute in Israel
- National Inventors Hall of Fame (1997)
- Mitglied der American Philosophical Society (1997)[10]
- IEEE Edison Medal (2001)[11]
- Benjamin Franklin Medal im Bereich Elektrotechnik (2007)[12]
- IEEE Medal of Honor (2009)
- Charles Stark Draper Prize der National Academy of Engineering (2009)
- Kyoto-Preis (2013)
- NAS Award for the Industrial Application of Science (2017)